# Troglohyphantes paulusi
Troglohyphantes paulusi är en spindelart som beskrevs av Thaler 2002. Troglohyphantes paulusi ingår i släktet Troglohyphantes och familjen täckvävarspindlar.
Artens utbredningsområde är Iran. Inga underarter finns listade i Catalogue of Life.